# Natriumhexametaphosphat
Natriumhexametaphosphat ist eine anorganische chemische Verbindung des Natriums aus der Gruppe der Metaphosphate. Die heute kommerziell erhältlichen Produkte dieses Namens stellen fälschlicherweise kein reines Hexametaphosphat dar. Es ist eine Mischung von verschiedenen Polyphosphaten mit einer Kettenlänge von hauptsächlich 10 bis 15 (zum geringen Teil bis hinunter zu 4), wobei genau ausgewählte Syntheseverfahren dies auf 11 bis 13 einschränken. Die unter den Handelsnamen Calgon und Quadrofis verkauften Produkte hatten eine Kettenlänge von hauptsächlich 10 bis 20 bzw. 4 bis 8.

## Gewinnung und Darstellung
Natriumhexametaphosphat kann durch schnelles Abkühlen von geschmolzenem Natriumtrimetaphosphat gewonnen werden. Reines cyclisches Natriumhexametaphosphat anstatt des technischen Produktes kann durch Fraktionierung gewonnen werden.

## Eigenschaften
Natriumhexametaphosphat ist ein kristalliner weißer geruchloser Feststoff, der löslich in Wasser ist.

## Verwendung
Natriumhexametaphosphat ist ein Lebensmittelzusatzstoff, der in Milchprodukten, Konserven, verpackten Eiweiß, Eiscreme, Meeresfrüchten und der Fleischverarbeitung verwendet wird. Es wird auch als Sequestriermittel, Wasserenthärter und Reinigungsmittel verwendet. Es ist ein Wirkstoff in Zahnpasta als Anti-Färbemittel. Es verhindert die Korrosion von Stahl. Darüber hinaus wird es in der Gebäude- und Wasseraufbereitung sowie in der fotografischen Entwicklung und als Retarder in Dentalalginat-Abformmaterialien und als Verdünner für Erdölbohrflüssigkeiten eingesetzt.